# Dingana alticola
Dingana alticola là một loài bướm ngày thuộc họ Nymphalidae. Nó là loài duy nhất được tìm thấy ở high altitude vùng đồng cỏ ở vùng Steenkampsberg in the Mpumalanga province.
Sải cánh dài 57–64 mm đối với con đực và 56–61 mm đối với con cái. Con trưởng thành bay từ tháng 9 đến tháng 11 (nhiều nhất vào tháng 10). Có một lứa một năm
Ấu trùng có thể ăn các loài Poaceae khác nhau.